# Jaime Penedo
Jaime Manuel Penedo Cano (n. 26 septembrie 1981, Ciudad de Panamá, Panama) este un fotbalist panamez profesionist retras din activitate care a jucat pentru naționala de fotbal a statului Panama pe postul de portar.

## Cariera la nivel de club
Penedo și-a început cariera la Estudiantes de Panamá F. C. și a debutat la echipă în anul 2000. De asemenea, el a jucat în Panama și pentru Plaza Amador și Árabe Unido. În primul său sezon la Árabe Unido, Penedo ajutat clubul la câștigarea titlului. În vara anului 2005 s-a alăturat clubului Italian Cagliari dar nu a reușit sa aibă nicio apariție la prima echipă. În sezonul următor, s-a mutat în Spania pentru a juca pentru Osasuna B în Segunda División B. După un sezon în Spania, Penedo a revenit în America Centrală, semnând în Guatemala pentru Municipal. În timpul petrecut la echipa Municipal Penedo a cucerit patru titluri de campion.
Pe 5 august 2013 a semnat cu LA Galaxy. Iar pe 7 august 2013, a debutat într-un amical împotriva lui AC Milan. Penedo și-a reziliat contractul  cu echipa LOS Angeles Galaxy, pe cale amiabilă, la data de 29 iulie 2015.

## Carieră internațională
Penedo și-a făcut debutul pentru Panama în iunie 2003, înlocuindu-l pe Francisco Portillo într-o victorie cu 1-0 contra Cubei. Până la data de 11 iulie 2015, a adunat un total de 122 de selecții. Penedo a câștigat Mănușa de Aur în 2005 și 2013 la edițiile CONCACAF Gold Cup. Acest premiu este acordat celui mai bun portar al turneului.

## Viața personală
Penedo s-a căsători oficial cu Angie Malca în august 2013, iar cununia religioasă a avut loc în ianuarie 2015. Au un fiu, Jaime Matias.

## Trofee câștigate

### Cluburi
Club Deportivo Árabe Unido
- Liga Panameña de Fútbol:
  - Apertura: 2004
  - Clausura: 2004

CSD Municipal
- Liga Nacional de Guatemala: 
  - Apertura: 2009, 2011
  - Clausura: 2008, 2010

LA Galaxy
- Cupa MLS: 2014

Dinamo București
- Cupa Ligii: 2016-17

### Internaționale
Panama
- Cupa de Aur CONCACAF 
  - Locul II: 2005, 2013
  - Medalie De Bronz: 2015
  - Cel mai bun portar al turneului: 2005, 2013
  - Cel mai bun XI al turneului: 2005, 2013
- Cupa Centroamericana
  - Campion: 2009
  - Locul II: 2007
  - Câștigător al Mănușii de Aur: 2014